# 疯人院十日
《瘋人院十日》（英語：Ten Days in a Mad-House）是報社記者娜丽·布莱的一本著作。該書最初是一系列刊登於《紐約世界報》（New York World）的文章，後來由布萊本人將這些文章集合成冊並於1887年紐約市出版。該書集合了布萊為《紐約世界報》工作期間以精神病人身份潛入一家精神病院進行臥底調查的經歷，揭露了大量精神正常的女性被迫進入精神病收容系統的黑幕。她還調查了關於布萊克威爾島上的一家女性精神病收容機構（Women's Lunatic Asylum）中對於病人粗暴和漠視的經營狀況。

## 影视作品
有同名电影疯人院十日。由Timothy Hines制片，Caroline Barry，Christopher Lambert，Kelly Le Brock及Julia Chantrey等人主演，于2015年出品。
1. ↑  10 Days in a Mad House （页面存档备份，存于）, IMDb page.
2. ↑  10 Days in a Mad House （页面存档备份，存于） official website.